# Marathonschaatser van het Jaar
De prijs van Marathonschaatser van het Jaar, tot 2015 de Dick van Gangelen-trofee, is een prijs, die jaarlijks wordt uitgereikt in het marathonschaatsen. Degene, die de prijs aan het eind van het marathonschaatsseizoen in ontvangst mocht nemen, kon worden beschouwd als de best presterende marathonschaatser bij de mannen en de vrouwen van dat seizoen. De prijs was vernoemd naar de in 2004 overleden AD-sportjournalist Dick van Gangelen en werd in dat jaar in het leven geroepen door de toen scheidende hoofdredacteur van het AD, Willem Ammerlaan. De winnaar van de DVG-trofee was degene, die in een klassement over alle marathonwedstrijden bij elkaar opgeteld de meest constante factor was gebleken. De marathonschaatsers verdienden deels klassementspunten voor een podiumplaats, maar werden in de wedstrijden bovendien beoordeeld door een jury van prominente oud-marathonschaatsers als Jos Niesten, Henri Ruitenberg, Yep Kramer en Jan en Ineke Kooiman. Er was niet alleen een prijs voor de beste schaatser en schaatsster van het jaar, maar ook voor de beste ploeg.
Aan de DVG-Trofee kwam in de zomer van 2015 een einde. Dick van Gangelen was de vader van sportjournalist en televisiepresentator Jan Joost van Gangelen.
De Fransman Cédric Michaud was de enige niet-Nederlander die de prijs ooit won.
In 2021 kon de prijs niet worden uitgereikt vanwege de coronapandemie die in 2020 uitbrak. Hierdoor lag Nederland tijdens dit seizoen compleet stil met als gevolg dat het hele seizoen 2020/2021 moest worden afgelast. 

## Lijst van winnaars
| Jaar | Mannen               | Vrouwen                 |
| ---- | -------------------- | ----------------------- |
| 2005 | Kurt Wubben          | -                       |
| 2006 | Cédric Michaud       | -                       |
| 2007 | Kurt Wubben          | Elma de Vries           |
| 2008 | Bob de Vries         | Elma de Vries           |
| 2009 | Ralf Zwitser         | Daniëlle Bekkering      |
| 2010 | Jorrit Bergsma       | Mireille Reitsma        |
| 2011 | Kurt Wubben          | Foske Tamar van der Wal |
| 2012 | Jorrit Bergsma       | Foske Tamar van der Wal |
| 2013 | Christijn Groeneveld | Carien Kleibeuker       |
| 2014 | Jouke Hoogeveen      | Mariska Huisman         |
| 2015 | Bob de Vries         | Mariska Huisman         |
| 2016 | Niels Mesu           | Iris van der Stelt      |
| 2017 | Simon Schouten       | Elma de Vries           |
| 2018 | Crispijn Ariëns      | Iris van der Stelt      |
| 2019 | Sjoerd den Hertog    | Irene Schouten          |
| 2020 | Gary Hekman          | Manon Kamminga          |
| 2021 | -                    | -                       |
| 2022 | Evert Hoolwerf       | Ineke Dedden            |